# ديليا سميث

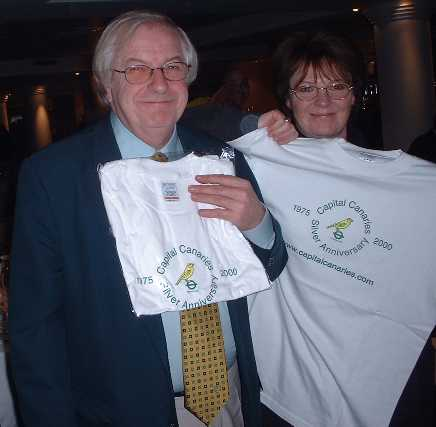
ديليا ومايكل مع تيشيرتات كابيتال كاناريز

ديليا سميث (بالإنجليزية: Delia Smith) هي طاهية وطباخة وكاتِبة ومذيعة بريطانية، ولدت في 18 يونيو 1941 في ووكينغ في المملكة المتحدة.

## وصلات خارجية
- الموقع الرسمي
- ديليا سميث على موقع IMDb (الإنجليزية)
- ديليا سميث على موقع قاعدة بيانات الفيلم (الإنجليزية)